# Frank Capone
Frank Capone geb. Salvatore Capone (* 16. Juli 1895 in Brooklyn, New York; † 1. April 1924 in Cicero, Illinois) war ein italienisch-amerikanischer Mobster des Chicago Outfits und ein Bruder der Gangster Al Capone und Ralph Capone. Frank war im Vergleich zu seinem Bruder Al sanftmütiger und trat als respektabler Geschäftsmann auf.

## Leben
Frank Capone wurde am 16. Juli 1895 unter dem Namen Salvatore Capone in Brooklyn geboren und war der dritte Sohn von Gabriele und Teresa (geb. Raiola) Capone. Seine älteren Brüder James Vincenzo Capone und Ralph Capone kamen circa einen Monat vor seiner Geburt, am 18. Juni 1895 aus einer kleinen Stadt namens Angri (Italien) mit ihrer Mutter auf einem Schiff namens „Werra“ in Amerika an, welches über Ellis Island (New York City) einging. Sein Vater Gabriele war sechs Monate zuvor über Kanada in die Vereinigten Staaten gekommen. Die Familie Capone ließ sich schließlich in Brooklyn nieder.
Aufgewachsen in New York, kamen Frank und sein Bruder Al mit Gangster Johnny Torrio und der Five Points Gang in Kontakt. 1918 war Torrio nach Chicago gezogen, um Jim „Big Jim“ Colosimo, dem offiziell ersten Boss des Chicago Outfit zur Seite zu stehen und ihm zu helfen, seine Geschäfte zu verteidigen. Al folgte Torrio bald und ging ebenso nach Chicago. 1920 hatte Torrio die Führung der Organisation übernommen und die Prohibitionszeit begann. Zu dieser Zeit holte Al auch seine Brüder Frank und Ralph nach Chicago.
Al Capone erhielt von Zeit zu Zeit mehr Verantwortung und dehnte den Einfluss der Organisation bis nach Cicero aus. Um die politische Kontrolle der Gang über Cicero zu schützen, entfesselte Frank in der Stadt eine Welle des Terrors. Bei einer Vorwahl der Demokratischen Partei und der Republikanischen Partei unter dem von Capone favorisierten Joseph Z. Klenha im Frühjahr 1924, schickte Frank Mitglieder seiner Bande mit Maschinenpistolen und abgesägten Schrotflinten in die Wahllokale, um sicherzustellen, dass die Anwohner zu ihren Gunsten stimmten. Unkooperative Wähler wurden bedroht oder angegriffen und an der Abstimmung gehindert. Frank führte einen Angriff auf das Kampagnehauptquartier eines Wahl-Gegners durch, durchwühlte sein Büro und griff mehrere Kampagnenarbeiter an. In einem Fall wurde dem demokratischen Wahlkämpfer Michael Gavin in beide Beine geschossen und er wurde gegen seinen Willen mit acht weiteren Wahlhelfern festgehalten, bis der Wahltag zu Ende war. Als die Unruhen am Wahltag voranschritten, baten empörte Bürger aus Cicero den Cook County (Illinois)-Richter, namens Edmund J. Jarecki um Hilfe. Die Chicagoer Polizeiabteilung (CPD) schickte 70 Polizisten in Zivil nach Cicero, um bei den Wahlen die Ordnung aufrechtzuerhalten.
In der Abenddämmerung hielt ein Kommando der Kripo unter der Leitung von Sergeant William Cusack in Ecke Cicero Avenue und Twenty-second Street, nachdem er Frank Capone, Charles Fischetti und einen weiteren Mann vor einem Wahllokal neben dem Fabrikgebäude von Western Electric entdeckt hatte. Die Detectives verließen ihr Auto und begannen auf die Gangster zu zugehen, als aus unerklärlichen Gründen Schüsse ausbrachen. Was sich dann im Einzelnen abspielte, ist umstritten. Mehrere Zeugen behaupteten später, dass die Gangster das Feuer nicht eröffneten. Bei der späteren Untersuchung behauptete die Polizei hingegen, dass Frank Capone zuerst geschossen habe; sie hätten eine Pistole mit drei fehlenden Patronen sichergestellt, von der sie schworen, dass er diese benutzte. Frank glaubte angeblich, diese Offiziere in Zivil seien rivalisierende Gangster. Fest steht, Capone wurde von Sergeant Phillip J. McGlynn erschossen. Am Ende des Tages hatte der Capone-Kandidat Klenha die Wahl gewonnen.
Wegen seines hitzköpfigen Temperaments soll Al aus Rache einen Politiker und einen Polizeibeamten erschossen haben. Nach Franks Tod waren die Chicagoer Zeitungen voll von Artikeln, die entweder das CPD lobten oder auch verurteilten. Die spätere Untersuchung eines Gerichtsmediziners ergab, dass Franks Tötung eine gerechtfertigte Sache war, da Frank sich der Verhaftung widersetzt hätte.
Am 4. April 1924 erhielt Frank Capone eine extravagante Beerdigung mit über 150 Autos in einer Autokolonne und Blumen im Wert von 20.000 Dollar, die um die versilberte Schatulle gelegt wurden. Er wurde auf dem Mount Carmel Cemetery (Hillside) außerhalb von Chicago beigesetzt. Aus Respekt vor seinem toten Bruder schloss Al Capone während der Beerdigung zwei Stunden lang die Spielhöllen und Flüsterkneipen von Cicero.

## Im Film
- In 8 Episoden der zweiten Staffel von The Making of the Mob wird Frank Capone von George Harrison Xanthis gespielt.
- Morgan Spector spielt Frank Capone in der Serie Boardwalk Empire.
- Im Film Bruderkrieg (OT: The Lost Capone) aus dem Jahre 1990 wurde Frank Capone durch Anthony Crivello verkörpert.